# Plecia incurvata
Plecia incurvata är en tvåvingeart som beskrevs av Hardy 1942. Plecia incurvata ingår i släktet Plecia och familjen hårmyggor. Inga underarter finns listade i Catalogue of Life.